# ألبرت ميلتون
ألبرت ميلتون (بالإنجليزية: Albert Milton)‏ هو لاعب كرة قدم بريطاني (وحمل سابقاً جنسية المملكة المتحدة لبريطانيا العظمى وأيرلندا) في مركز الدفاع، ولد في 1885، وتوفي في 1917. لعب مع نادي بارنسلي.